# Walther-Schreiber-Platz
Der Walther-Schreiber-Platz ist ein innerstädtischer Berliner Verkehrsknotenpunkt und bildet das südliche Ende des Ortsteils Friedenau zu Steglitz. Die Grenze der beiden Ortsteile verläuft in Verlängerung der Bornstraße.

## Namensgebung

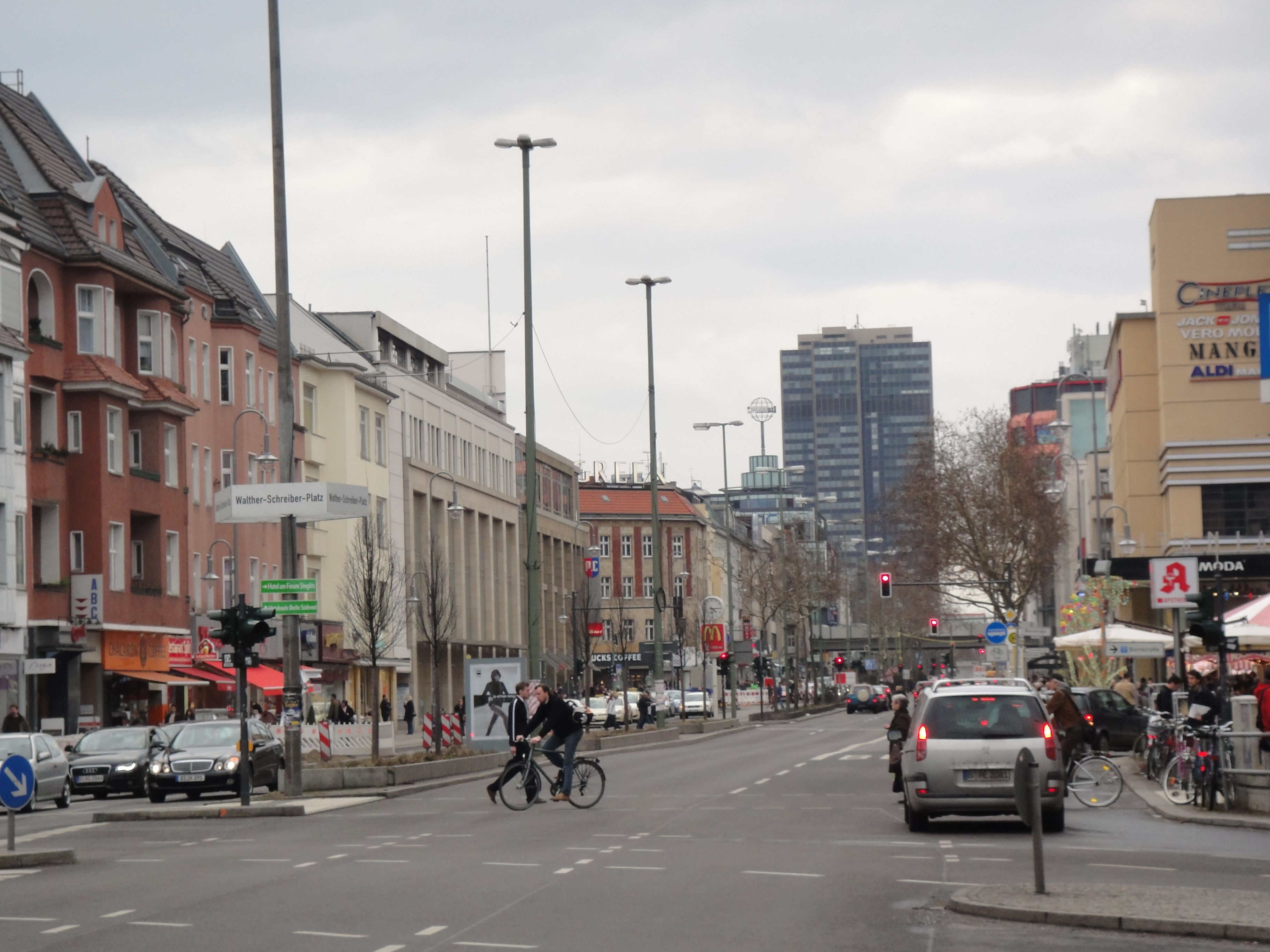
Die am Walther-Schreiber-Platz beginnende Schloßstraße, 2010

Der Platz ist nach dem Berliner CDU-Politiker Walther Schreiber benannt. Seit 1951 Bürgermeister von Berlin, wirkte er als Nachfolger von Ernst Reuter vom 22. Oktober 1953 bis 11. Januar 1955 als Regierender Bürgermeister. Nach dem Tod Schreibers am 30. Juni 1958 verfügte die zuständige Senatsverwaltung weniger als eine Woche später am 5. Juli 1958 auf Antrag des Bezirksamtes Schöneberg vom 3. Juli 1958 die Benennung in Walther-Schreiber-Platz. Die Bezirksverordnetenversammlung Schöneberg stimmte dem am 20. August 1958 nachträglich zu. Noch heute wird der Platz – wie auch vor der amtlichen Namensgebung – von den Anwohnern als Rheineck bezeichnet. An diesen Namen erinnert auch noch die hier gelegene Rheineck-Apotheke.

## Platzgestaltung
Der Platz bestand ursprünglich aus einer länglichen Mittelinsel, auf der mehrere Straßenbahnhaltestellen lagen, bis der Straßenbahnverkehr 1963 eingestellt wurde.
Im Jahr 1971 wurde der U-Bahnhof Walther-Schreiber-Platz eröffnet, der damals zunächst als Endbahnhof fungierte. Er liegt vollständig in der Bundesallee. Die nach Süden weiterführende U-Bahn-Linie U9 unter dem Platz wurde ab 1971 gebaut und 1974 eröffnet. Dabei wurde der Platz aufgerissen und danach neu gestaltet. Er beherbergte nun auf der östlichen Seite einen Taxi-Halteplatz und auf der westlichen Seite eine Bus-Endhaltestelle.
Im Jahr 2006 wurde der Platz erneut völlig umgestaltet. Die westliche Fahrbahn wurde an die Gegenfahrbahn herangeführt. Dadurch verschwand die Mittelinsel, der Fußweg wurde verbreitert, und es entstand eine zusätzliche Fahrspur für Rechtsabbieger in die Bornstraße. Der Taxi-Halteplatz kam an den Straßenrand. Die Bus-Endhaltestelle wurde vergrößert und in die Bundesallee verlegt, wo eine neue Ampelschaltung in Höhe der Lefèvrestraße nun das Wenden von Bussen im Straßenraum ermöglichte.
Im Jahr 2011 wurde eine Fahrradspur auf der Schloßstraße eingerichtet, die auch den Platz erreicht.

## Angrenzende Bebauung
Bereits 1970 wurde das Forum Steglitz eröffnet, eines der ersten Einkaufscenter in Deutschland, auf dem Gelände des seit 1908 hier ansässigen Bornmarktes zwischen Gutsmuths- und Bornstraße. 2007 und erneut 2022 wurde es umgebaut und erweitert.
Markantestes Gebäude am Platz ist das 2007 eröffnete Schloss-Straßen-Center (SSC), für das das Kaufhaus Hertie (1953 als Kaufhaus Held erbaut) komplett abgerissen wurde. Das SSC befindet sich nicht in der Schloßstraße, sondern am südlichen Ende der Bundesallee. Der Investor ließ sich bereits vor Baubeginn zusichern, die Adresse Walther-Schreiber-Platz 1 führen zu dürfen (eine Hausnummer der Schloßstraße war nicht möglich, da diese erst jenseits der Bezirksgrenze mit dem Forum Steglitz – Adresse: Schloßstraße 1 – beginnt). Der Eingang des U-Bahnhofs wurde umgestaltet, das SSC erhielt einen direkten U-Bahn-Zugang, ein Aufzug speziell für die U-Bahn wurde in das SSC integriert.
An der spitzen Ecke zwischen Bundesallee und Rheinstraße befindet sich das denkmalgeschützte Gebäude, in dem sich bis 2006 das Konfektionshaus der Firma Ebbinghaus befand, das traditionell seinen Stammsitz in Friedenau hatte (bis 1962 im Eckhaus an der Nied-/Lauterstraße am heutigen Breslauer Platz). 2007 entstand im ehemaligen Ebbinghaus-Gebäude ein Ärztehaus, in dessen Erdgeschoss sich ein Bio-Supermarkt befindet. Dieses Gebäude hat auch nach dem Umbau die charakteristischen Sonnenblenden behalten, die an Kragarmen über jeder Etage angebracht sind.